# 日济
日济（法語：Gizy，法語發音：[ʒizi]）是法国上法兰西大区埃纳省的一个市镇，位于该省中东部，属于拉昂区。

## 地理
日济（49°36'2"N, 3°46'28"E）面积10.25 平方千米，位于法国上法蘭西大區埃纳省，该省份为法国北部内陆省份，北起北部省，西接索姆省和瓦兹省，东临阿登省和马恩省，西南至塞纳-马恩省，东北部与比利时接壤。
与日济接壤的市镇（或旧市镇、城区）包括：格朗吕普费、列斯圣母村、马尔谢、米西莱皮埃尔蓬、蒙索勒瓦斯特、萨穆西。

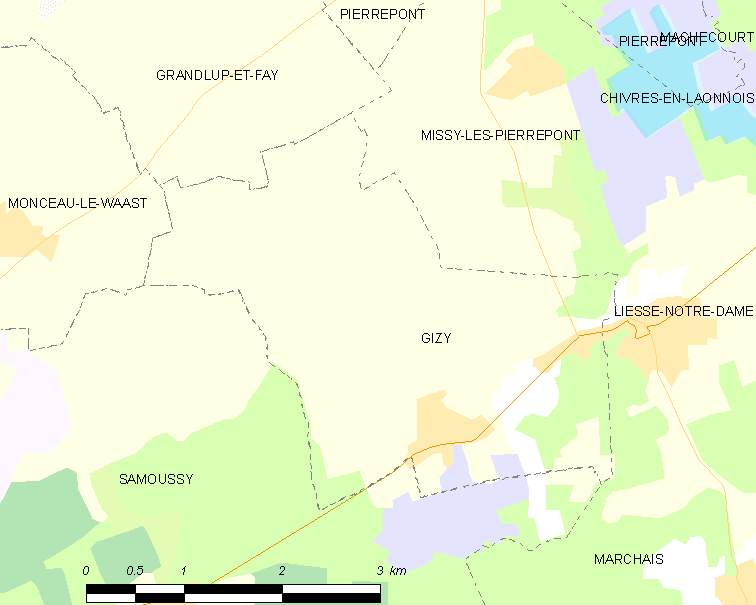
日济的OSM定位图

日济的时区为UTC+01:00、UTC+02:00（夏令时）。

## 行政
日济的邮政编码为02350，INSEE市镇编码为02346。

## 政治
日济所属的省级选区为埃纳河畔新城县。

## 人口

1962-2008年间日济人口变化图示

日济于2022年1月1日时的人口数量为634人。